# Lehrbuch

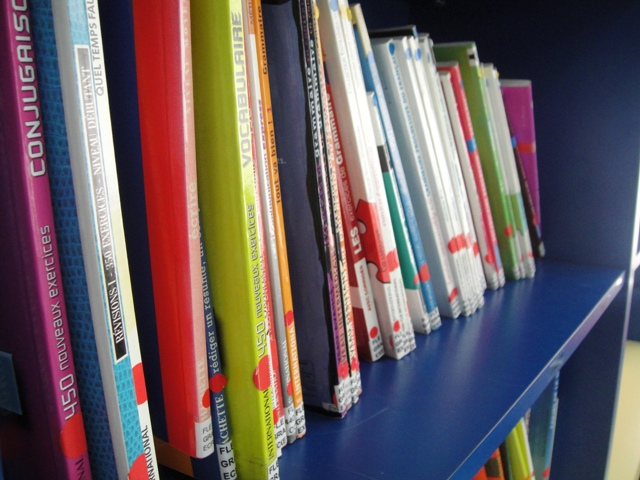
Verschiedene Lehrbücher

Ein Lehrbuch ist ein Sachbuch, das für das Studium oder den Unterricht didaktisch aufbereitete Lehrstoffe und Materialien anbietet. Sofern Lehrbücher wissenschaftlich noch nicht abschließend geklärte Fragen enthalten, wird in einigen Disziplinen zwischen der „herrschenden Lehrmeinung“ bzw.  „herrschenden Lehre“ und „Minderheitsmeinungen“ oder „anderen Ansichten“ differenziert (z. B. beim Historikerstreit). Lehrbücher können ideologisch abhängig sein. Konzentriert sich das Lehrbuch auf die Wiederholung des Lehrstoffs, spricht man von einem Repetitorium. Die Lehrbücher an Schulen werden Schulbücher genannt. Kurz gefasste Lehrbücher werden auch als Kompendium oder Abriss bzw. Grundriss bezeichnet.

## Deutschland
Für die Lehrveranstaltungen an Hochschulen legen die Veranstaltungsleiter (Hochschullehrer und Assistenten) geeignete Lehrbücher im Rahmen der Lehrfreiheit in eigener Entscheidung fest.
Hochschulbibliotheken können die Lehrbücher für einführende Lehrveranstaltungen in besonderen Lehrbuchsammlungen vorhalten bzw. in Form von Institutsauslagerungen oder sogenannten Handapparaten oder Seminarapparaten einem begrenzten Nutzerkreis für eine bestimmte Zeit als Präsenzbestand zur Verfügung stellen.
Im Unterricht an Schulen aller Schulformen und -stufen haben Lehrbücher eine sehr große Verbreitung. Sie werden – je nach Bundesland – auf Vorschlag der jeweiligen Lehrkräfte im Benehmen mit den schulischen Mitwirkungsgremien (Elternpflegschaft, Schulkonferenz) für den schulischen Gebrauch eingeführt. Die Inhalte der Lehrbücher werden von den Buchautoren an die entsprechenden Lehrpläne angepasst; eine Einführung der Lehrwerke an Schulen darf erst nach einer Zulassung für den Gebrauch an Schulen durch die im jeweiligen Bundesland zuständigen Schulbehörden erfolgen.
Im Unterricht erfüllen Lehrbücher eine Vielzahl von Funktionen:
| Grundfunktion                | Unterrichtsbeispiel |
| ---------------------------- | --- |
| Information                  | Lernende werden über relevante Sachverhalte informiert. |
| Reduktion und Transformation | Informationen werden adressatengerecht aufbereitet (Merksprüche, Eselsbrücken …) und dadurch leichter aufgenommen.                                                                 |
| Systematisierung             | Der Lehrstoff wird systematisch gegliedert und in eine sinnvolle Reihenfolge gebracht (Didaktik im engeren Sinne)                                                                  |
| Verfestigung und Kontrolle   | Das Lehrwerk gibt Gelegenheiten zum Vertiefen von Lern-inhalten z. B. durch Übungen oder Kontrollfragen.                                                                           |
| Selbstlernen                 | Das Lehrwerk gibt den Lernenden Anreize zur selbstständigen (Weiter-)Arbeit mit dem Lehrbuch.                                                                                      |
| Motivierung                  | Optische Aufmachung, Literaturauswahl und Schwierigkeitsgrad usw. motivieren die Lernenden zum (selbständigen) Lernen.                                                             |
| Integration von Wissen       | Unterstützt das Verstehen von Informationen aus anderen Quellen, z. B. in Bezug auf weiterführende Literatur.                                                                      |
| Koordinierung                | Das Lehrwerk soll die Koordination beim Nutzen von anderen didaktischen oder meth. Mitteln sichern, die an das Lehrwerk anknüpfen, z. B. durch auf das Lehrwerk bezogene Literatur |
| Standardsicherung            | Hilfe bei der Sicherung eines gleichbleibenden Qualitätsstandards „über die Jahre hinweg“.                                                                                         |
| Entwicklung und Erziehung    | Das Lehrwerk trägt im Sinne einer Vorbildfunktion z. B. durch Literaturauswahl, Geschlechtergerechtigkeit usw. zur Persönlichkeitsentwicklung der Lernenden bei.                   |

## Vereinigte Staaten

### Marktsituation
In US-amerikanischen Colleges werden die Lehrbücher in der Regel durch den Lehrer ausgewählt. In den meisten K-12-Schulen – darunter die Grundschule und die High School – entscheidet ein lokales Gremium darüber, welche Lehrmittel-Pakete aus der von der staatlichen Erziehungsbehörde genehmigten Auswahl angeschafft werden. Dies ist von aktuellem Belang, weil konservative Kreationisten versuchen, Lehrmittel mit Bezug auf die Evolutionstheorie von den öffentlichen Schulen fernzuhalten. Es kann auch Anfeindungen von liberaler Seite geben – etwa, wenn Afroamerikaner oder die Indianer in der Darstellung vernachlässigt würden. In verschiedenen Bundesstaaten gibt es öffentliche Anhörungen, an welchen die Verleger Kritik aus der lokalen Bevölkerung beantworten müssen.
Der amerikanische Lehrbuchmarkt fixiert sich auf wenige Schlüsselstaaten: Florida, Texas und Kalifornien. Sie gehören zu den 22 Staaten der USA, welche die Lehrmittel zentral einkaufen; doch wegen ihres Bevölkerungsreichtums verursachen diese drei Staaten mehr als ein Viertel des gesamten amerikanischen Lehrmittel-Jahresumsatzes, welcher sich auf rund 3.6 Milliarden $ beläuft. Verleger können in allen anderen 28 Staaten mit den Schulbehörden direkt für Käufe in Kontakt treten.
Wird ein Lehrbuch eines Verlegers von einem dieser drei Staaten genehmigt und auch gekauft, dann bedeutet dies automatisch hohe Auflagen und auch hohe Einnahmen; das Buch gilt dann quasi als amerikanisches Standard-Lehrmittel. Diese Dynamik hat dazu geführt, dass der Lehrbuchmarkt in den USA hart umkämpft wird und dass unter den Lehrbüchern eine gewisse Einfalt herrscht. Es gibt vier Lehrmittel-Riesen (Pearson, Vivendi International, Reed Elsevier und McGraw-Hill); die Entwicklung eines Lehrmittelpaketes – wie etwa Basic Reading für die ersten paar Schuljahre – kann bis zu 60 Millionen Dollar kosten.
Wegen dieser Konkurrenzsituation muss jeder Lehrbuchverlag seine Produkte an den Abnehmer anpassen. Wünscht der Staat, gewisse Themen aus dem Umfang des Lehrbuchs aus- oder einzuschließen, sind die Verlage gern bereit, die Qualität des Buches zu kompromittieren. Inhaltliche Mängel sind deshalb in US-Lehrbüchern nicht selten. Um all diese Mängel zu beseitigen, fordern Kritiker, dass jede Schule ihr Lehrmaterial selber auswählen könne und dass die Staaten wenigstens einzelne Lehrbücher anstelle von umfangreichen Paketen anfordern könnten. Dies gäbe auch kleinen Nischenspielern auf dem Lehrmittelmarkt eine Chance.
Der amerikanische Physik-Nobelpreisträger Richard Feynman hat in einem Kapitel seines bekannten Buches Sie belieben zu scherzen, Mr. Feynman! seine Erfahrungen, die er einmal als Mitglied einer Auswahlkommission für Naturkunde-Bücher gemacht hat, beschrieben. Er warf Verschiedenes vor – von abstrusen Inhalten („Blaue Sterne haben eine Temperatur von x Grad C; Rote eine von y. Karl beobachtet drei blaue und einen roten Stern. Wie heiß sind alle zusammen?“) bis hin zu offensichtlichen Überredungs- und Bestechungsversuchen seitens der Verlage. Dazu war von der Inkompetenz der Kommissionsmitglieder die Rede – ein Verlag sandte aus zeitlichen Gründen eine vorläufige Version eines Buches, die aus den Buchdeckeln sowie aus leeren Seiten bestand. Die Hälfte der Kommission gab zu diesem Buch eine durchaus wohlwollende Kritik ab; während Feynman sich die Zeit nahm, jedes der Bücher durchzulesen.

### Kosten und Urheberrecht
Viele Studenten beschweren sich über die hohen Preise der Lehrbücher, welche manchmal 100 Dollar überschreiten. Sie behaupten oft, dass dies Wucher seitens des Verlegers sei. Des Weiteren sagen sie, dass Verleger neue Auflagen in einem unnötig hohen Tempo drucken würden – mit dem Ziel, ältere Auflagen obsolet zu machen. Dies habe den Effekt, dass der Gebrauchtbüchermarkt – in welchem die Verleger schließlich nichts verdienen – ausgetrocknet werde.
Die Verlage erklären aber, dass die Preise für die Lehrbücher den tatsächlichen Kosten entsprächen. Lehrbücher haben einen begrenzten Markt (Studenten, welche das Buch oftmals nur für eine einzige Vorlesung benötigen), und deren Herstellung wäre unprofitabel, wenn der Preis niedriger sein würde. Lehrbücher sind dazu oft dick, auf hochwertigem Papier und in Farben gedruckt – also Faktoren, welche den Preis hochtreiben.
Ein wichtiger zusätzlicher Faktor sind die Lizenzgebühren für urheberrechtlich geschütztes Material wie Fotografien, bereits publizierte Artikel und Kapitel sowie andere Werke, welche für umfassende und aktuelle Lehrbücher benötigt werden. Diese Kosten würden leicht übersehen, weil es sich um geistige und nicht um materielle Werte handelt. Weil sich diese Lizenzkosten nach der Auflagenstärke richten, ist eine Veröffentlichung auf dem Internet – wo keinerlei Druckkosten anfallen – nicht machbar. Aus genau diesen Lizenzgründen gibt es Lehrbücher, welche spezifisch auf die USA zugeschnitten sind. Zum Beispiel gibt es das Standardwerk Biology (von Campbell/Reece), dessen „international version“ nicht in den USA verkauft werden darf.

### High School
In den vergangenen Jahren kamen die Lehrbücher der High School unter wachsende Kritik. Autoren wie Howard Zinn (A People’s History of the United States) und James W. Loewen (Lies my Teacher told me) behaupten, dass die Geschichtslehrbücher über die US-Geschichte mythische Unwahrheiten pflegen und dass auch durch Weglassungen ein sympathischeres Bild der amerikanischen Geschichte gezeichnet wird. Dies führe dazu, dass das Image des Landes, welches an der High School vermittelt wird, sich stark von jenem in den Universitäts-Geschichtsvorlesungen unterscheide. Die selektive Schilderung der Geschichte, sei es durch Lehrbücher oder andere Literatur, wurde schon in vielen Gesellschaften praktiziert – vom Römischen Reich bis zur Sowjetunion.
Dazu ist der Inhalt der High-School-Geschichtslehrbücher nicht einem wissenschaftlichen Peer-Review unterworfen. Ebenfalls ist das vorherige Verfassen eines High-School-Lehrbuchs nicht hilfreich, um als Geschichtsprofessor an einer Universität angestellt zu werden. Weil aus diesen Gründen eigentlich jede Person ein solches Lehrbuch herausgeben kann, liegt die Kontrolle über den Inhalt der Geschichtsbücher bei politischen Kräften und gewissen anderen ideologischen Gruppierungen.
Colleges sind eine Art Vorstufe der Universitäten und haben deshalb eine strengere Prüfung der Lehrbücher. Auch werden historische Tatsachen objektiver gelehrt.